# Порфировая ваза
Порфи́ровая ва́за (другое название — Эльфдаленская ваза) — произведение камнерезного искусства, установленное в Летнем саду в Санкт-Петербурге. Расположена при входе в сад со стороны набережной реки Мойки на берегу Карпиева пруда.

## История создания
Порфировая ваза — подарок императору Николаю I от шведского короля Карла XIV в знак доброй воли после многочисленных войн между Россией и Швецией. Она была выполнена на Эльвдальской (Эльфдальской) королевской мануфактуре, основанной в 1714—1716 годах в городе Эльвдалене. Вазу доставили в Санкт-Петербург морем, собрали и установили 10 сентября 1839 года у Карпиева пруда в Летнем саду.
По данным шведского исследователя Яна Вестлинга, в документах мануфактуры записано, что для изготовления вазы был взят гранит, добытый около деревни Гарберг. В тех же материалах сказано, что Карл XIV поручил директору фабрики Рослейну изготовить сразу две вазы. Заказ обошёлся казне в 20 тысяч риксдалеров (по современному курсу эта сумма равна 1.3 млн шведских крон или 150 тыс. американских долларов). В качестве материала для постаментов использовался гранит сорта «Blyberg». Сперва двадцать рабочих обрабатывали камень вчерне, а для последующей более тонкой обточки заготовки её переместили в специально выстроенную мастерскую. При этом одна из ваз дала трещину; и хотя от директора поступило предложение заменить её, король решил отправить в Санкт-Петербург только одну вазу с постаментом. Зимой на санях её тянули 150 миль  до порта Евле. На шведском судне «Александра» ваза прибыла в Санкт-Петербург, где её должны были собрать и установить два специально прибывших мастера — А. С. Агрен и Д. Е. Экстрём. В рапорте шведского министра Л. Мандерстрёма сказано, что Николай I от помощи иностранных мастеров отказался, подарив каждому кольцо с драгоценным камнем. Монтаж осуществили местные мастера.

## Характеристика

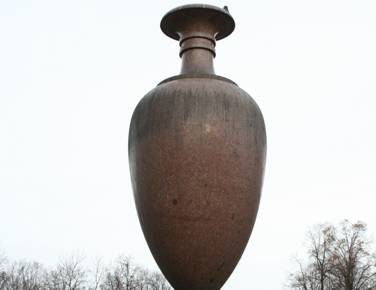
Ваза в ноябре 2007 года

Ваза собрана из пяти отдельно выточенных деталей — верхней шейки, средней части, нижней шейки, валика и плинта. Высота вместе с постаментом — 485 сантиметров, высота самой вазы — 394 сантиметра, её максимальный диаметр — 134 сантиметра, стилобата — 34 см.
Материалом для вазы послужил розовый гранит, который по традиции принято называть порфиром. По этой же причине две другие петербургские вазы, установленные на Адмиралтейской набережной и изготовленные в Эльвдалене, именуют порфировыми. Кроме того, существует распространенное мнение, будто постамент изготовлен из тёмно-красного «античного» порфира по проекту В. И. Демут-Малиновского. Однако документы шведской мануфактуры свидетельствуют, что постамент был изготовлен ещё в Швеции. В 1960-х годах в него были вставлены «заплаты». Стилобат изготовлен из розового финского морского гранита.

## История разрушения 2008 года

### Предыстория
Эксплуатация вазы осложнена тем обстоятельством, что внутри она полая. Кроме того, у неё нет сливного отверстия; на его месте пирон — железный шип для скрепки камней. Поэтому, чтобы предотвратить попадание воды внутрь, в горловину всегда была установлена деревянная заглушка. В 1965 году заглушка дала течь, и вода попала внутрь. Чтобы ваза не треснула, сотрудники Института Арктики разбурили лёд. Потом по кусочкам его извлекли наружу. По известным данным, это был единственный случай, когда ваза могла треснуть. В 1968 году была проведена большая работа по реставрации порфировой вазы. По сведениям КГИОПа, новая заглушка была установлена уже в 1980-е годы.

### Хронология

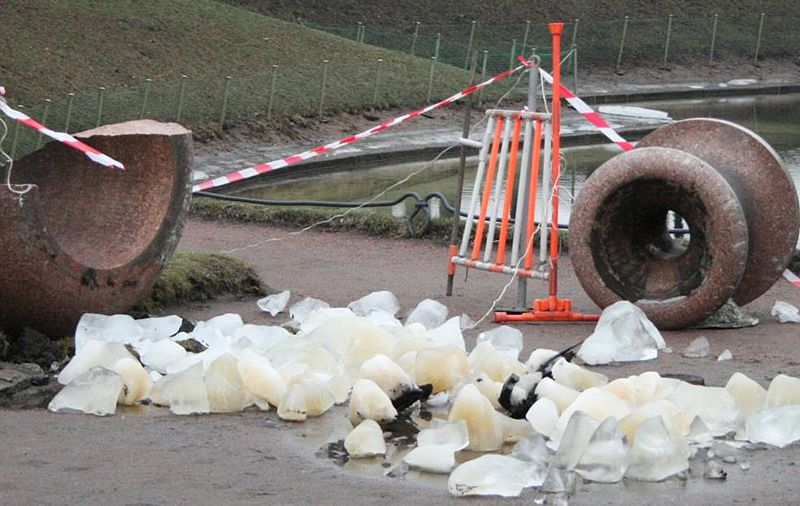
Расколотая порфировая ваза, 2008

Днем 11 января 2008 года на порфировой вазе заметили трещину, которая шла от горловины. Сверху торчал кусок льда. О трещине были тут же оповещены СМИ, дирекция музея, КГИОП.  В дирекции Летнего сада приняли решения оградить участок и начать реставрационные работы. Со стороны Мойки утром 12 января было видно, что от вазы откололся кусок и упал на газон. Из него высыпался лёд. Утром 14 января сотрудники Русского музея увезли оба фрагмента для выяснения причин произошедшего.

### Возможные причины
Рабочей версией было предположение, что вода, попав в «старые трещины, которые появились не вчера и не сегодня», постепенно разрушала камень. Имелась также версия, что трещины появились в послевоенный период. Уже через несколько дней КГИОП выдвинул основную версию, согласно которой микротрещины появились ещё во время Великой Отечественной войны, когда ваза пострадала от разрывающихся рядом в Карпиевом пруду снарядов. 7 марта глава КГИОП Вера Дементьева заявила, что ваза раскололась из-за «усталости» камня, вызванной неблагоприятным климатом. Основой причиной разрушения явились изменения в структуре камня — это 20 марта вновь подтвердила глава комитета, основываясь на исследованиях, проведённых сотрудниками Горного института. Первоначальную версию, согласно которой разрушение могло быть вызвано водой, попавшей внутрь вазы, представители Летнего сада и Русского музея теперь отрицают.

### Реставрация
В середине марта 2008 года директор Русского музея В. А. Гусев заявил, что после реставрации вазу установят в залах Инженерного замка, а в Летнем саду установят её копию. В реставрации вазы должен был принять участие шведский эксперт Эллис Эриксон (прямой потомок в шестом поколении того мастера, который делал вазу), а также Георгий Шуйский, представитель русской дворянской фамилии. Эриксон предположил, что после реставрации вазу возможно установить на прежнее место. Характер её повреждений был таков, что восстановление не должно было оказаться трудоёмким. Заключение шведского эксперта было передано в Комитет по охране памятников, где и принималось окончательное решение о судьбе вазы.
В рамках первого этапа работ по реконструкции и реставрации Летнего сада (2009—2011 гг.) порфировая ваза была полностью отреставрирована и установлена в мае 2012 года на своё прежнее историческое место в Летнем саду.

## Другие порфировые вазы
Ещё две порфировые вазы — тоже подарок шведского короля — установлены на Адмиралтейской набережной. В начале XXI века на них появились трещины, и вазы отправили на реставрацию (одну в 2003 году, а другую в 2013 году). 11 мая 2014 года обе они были возвращены после реставрации на свои привычные места на Адмиралтейской набережной.